# یان میکوواچک
یان میکوواچک (انگلیسی: Jan Mikołajczak؛ ۳۰ مارس ۱۹۰۷ – ۱۵ دسامبر ۲۰۰۲) قایقران روئینگ اهل لهستان بود.
وی در مسابقات کشوری و بین‌المللی در مجموع برندهٔ ۱ مدال طلا، ۲ مدال نقره، ۱ مدال برنز شده‌است.